# Rieter
Rieter AG er en schweizisk producent af tekstilmaskiner, som er baseret i Winterthur, Kanton Zürich.
Den blev etableret i 1795 af Johann Jacob Rieter (1762–1826) og producerede i begyndelsen tekstilprodukter. I 1810 producerede de deres første tekstilmaskine.